# カスティニャーノ
カスティニャーノ（伊: Castignano）は、イタリア共和国マルケ州アスコリ・ピチェーノ県にある、人口約2,500人の基礎自治体（コムーネ）。

## 地理

### 位置・広がり
アスコリ・ピチェーノ県のコムーネ。県都アスコリ・ピチェーノから北北東へ10kmの距離にある。

#### 隣接コムーネ
隣接するコムーネは以下の通り。
- アッピニャーノ・デル・トロント
- アスコリ・ピチェーノ
- コッシニャーノ
- モンタルト・デッレ・マルケ
- モンテディノーヴェ
- オッフィダ
- ロテッラ

### 気候分類・地震分類
カスティニャーノにおけるイタリアの気候分類 (it) および度日は、zona E, 2193 GGである。
また、イタリアの地震リスク階級 (it) では、zona 2 (sismicità media) に分類される。

## 行政

### 分離集落
カスティニャーノには、以下の分離集落（フラツィオーネ）がある。
- Castiglioni, Ripaberarda, Rufiano, Sant'Angelo di Ripaberarda, San Martino, San Venanzo